# Amstel Gold Race Ladies Edition 2023
Das Amstel Gold Race Ladies Edition 2023 war die 9. Austragung dieses Straßenrennens für Frauen. Das Rennen fand am 16. April statt, am selben Tag wie das entsprechende Rennen für Männer, und war Teil der UCI Women’s WorldTour.

## Teilnehmende Mannschaften
| UCI Women's WorldTeams (15)- Canyon-SRAM Racing - Team DSM - EF Education-TIBCO-SVB - FDJ-Suez - Fenix-Deceuninck - Human Powered Health - Israel-Premier Tech Roland - Team Jumbo-Visma - Liv Racing TeqFind - Movistar Team - SD Worx - Team Jayco AlUla - Trek-Segafredo - UAE Team ADQ - Uno-X Pro Cycling Team |
| |

## Streckenführung
Der neutralisierte Start erfolgte auf dem Vrijthof in Maastricht, bevor das Rennen am Stadtrand freigegeben wurde. Die Strecke führte anfänglich Richtung Sittard, dann nach Süden zum Tal der Göhl, wo über Anstiege wie den Eyserbosweg und den Keutenberg nach 80 km Valkenburg erreicht wurde. Nach Erklimmen des Caubergs wurde erstmals die Ziellinie überquert. Das Finale bestand aus vier Runden eines 18 km langen Parcours über Geulhemmerberg, Bemelerberg und Cauberg.

## Rennverlauf und Ergebnis
Das Rennen fand unter Dauerregen statt. Bei der ersten Zieldurchfahrt unternahmen Lucinda Brand und Sabrina Stultiens einen Ausreißversuch. Sie gewannen bis zu zwei Minuten auf das Feld, wurden aber bei der vorletzten Überquerung des Bemelerbergs wieder eingeholt. In der letzten Runde folgte eine Attacke der anderen, bevor Soraya Paladin und Grace Brown auf dem Bemelerberg etwas Abstand gewinnen konnten. Sie wurden jedoch auf der letzten Steigung des Caubergs von einer Favoritengruppe eingeholt, aus der heraus Demi Vollering attackierte. Sie konnte ihren Vorsprung auf der Zielgeraden halten, ihre Mannschaftskollegin Lotte Kopecky gewann den Sprint der zweiten Gruppe.
| \| Gesamtwertung \| Gesamtwertung \| Gesamtwertung \| Gesamtwertung \| Gesamtwertung \| \| Fahrerin \| Fahrerin \| Land \| Team \| Zeit \| \| ------------- \| --------------------- \| ---------------------- \| ------------------------------ \| --------------- \| \| 1. \| Demi Vollering \| Niederlande \| SD Worx \| 4 h 06 min 54 s \| \| 2. \| Lotte Kopecky \| Belgien \| SD Worx \| + 8 s \| \| 3. \| Shirin van Anrooij \| Niederlande \| Trek-Segafredo \| + 8 s \| \| 4. \| Katarzyna Niewiadoma \| Polen \| Canyon-SRAM Racing \| + 8 s \| \| 5. \| Soraya Paladin \| Italien \| Canyon-SRAM Racing \| + 8 s \| \| 6. \| Grace Brown \| Australien \| FDJ-Suez \| + 8 s \| \| 7. \| Pfeiffer Georgi \| Vereinigtes Königreich \| Team DSM \| + 8 s \| \| 8. \| Ashleigh Moolman \| Südarfika \| AG Insurance-Soudal Quick-Step \| + 8 s \| \| 9. \| Silvia Persico \| Italien \| UAE Team ADQ \| + 8 s \| \| 10. \| Cecilie Uttrup Ludwig \| Dänemark \| FDJ-Suez \| + 8 s \| |                       |                        |                                |                 |
| |                       |                        |                                |                 |
| |                       |                        |                                |                 |
| Gesamtwertung |                       |                        |                                |                 |
| Fahrerin | Fahrerin              | Land                   | Team                           | Zeit            |
| 1. | Demi Vollering        | Niederlande            | SD Worx                        | 4 h 06 min 54 s |
| 2. | Lotte Kopecky         | Belgien                | SD Worx                        | + 8 s           |
| 3. | Shirin van Anrooij    | Niederlande            | Trek-Segafredo                 | + 8 s           |
| 4. | Katarzyna Niewiadoma  | Polen                  | Canyon-SRAM Racing             | + 8 s           |
| 5. | Soraya Paladin        | Italien                | Canyon-SRAM Racing             | + 8 s           |
| 6. | Grace Brown           | Australien             | FDJ-Suez                       | + 8 s           |
| 7. | Pfeiffer Georgi       | Vereinigtes Königreich | Team DSM                       | + 8 s           |
| 8. | Ashleigh Moolman      | Südarfika              | AG Insurance-Soudal Quick-Step | + 8 s           |
| 9. | Silvia Persico        | Italien                | UAE Team ADQ                   | + 8 s           |
| 10. | Cecilie Uttrup Ludwig | Dänemark               | FDJ-Suez                       | + 8 s           |